# Taoshan
Taoshan är ett stadsdistrikt och säte för stadsfullmäktige i Qitaihe i Heilongjiang-provinsen i nordöstra Kina.